# Cadillac Records
Cadillac Records è un film del 2008 scritto e diretto da Darnell Martin, che ripercorre l'ascesa e il declino della Chess Records, etichetta discografica di Chicago fondata da Leonard Chess, che tra gli anni cinquanta e sessanta portò al successo principalmente molti artisti di blues, ma anche del soul e Rhythm and blues, segnando un'epoca.
Adrien Brody interpreta Leonard Chess, Cedric the Entertainer è Willie Dixon, Mos Def è Chuck Berry, Columbus Short è Little Walter, Jeffrey Wright è Muddy Waters e Beyoncé è Etta James.
Beyoncé ha registrato alcuni brani che sono stati inclusi nella colonna sonora del film, tra cui il celebre brano di Etta James At Last.
Il film è uscito negli Stati Uniti il 5 dicembre 2008, in Italia è stato distribuito il 29 maggio 2009.

## Trama
Il film narra la vicenda di Leonard Chess, cofondatore a metà degli anni cinquanta con il fratello Phil della casa discografica statunitense Chess Records, con sede a Chicago, Illinois.
L'etichetta ha lanciato numerosi musicisti e cantanti neri di blues come il cantante e armonicista Little Walter e Howlin' Wolf, Muddy Waters ed Etta James, leggenda del soul, e i cantanti e chitarristi Chuck Berry e Bo Diddley.

## Riconoscimenti
- 1 African-American Film Critics: miglior attore non protagonista a Jeffrey Wright
- 3 Black Reel Awards: miglior film, miglior cast e miglior attore non protagonista a Jeffrey Wright
- 1 NAACP Image Award: miglior attore non protagonista a Columbus Short